# Ginga Legend Weed
Ginga Legend Weed (яп. 銀牙伝説ウィード Гинга Дэнсэцу Ви:до, Ginga Densetsu Weed, «Легенда о серебряном клыке Уиде») — аниме и манга про собак. Автор манги — Ёсихиро Такахаси. Первый том манги, включающей в себя 60 томов, вышел в 1999 году как продолжение манги Ginga Nagareboshi Gin. В Японии она была опубликована издательством Nihon Bungeisha. Три тома опубликованы на английском языке издательством ComicsOne. Серия закончила выходить в 2009 году, осенью 2009 года Ёсихиро Такахаси начал писать продолжение — Ginga Densetsu Weed: Orion. В 2005 году японская компания Studio Deen экранизировала мангу в 26-серийное аниме. Аниме транслировалось по каналу Animax с ноября 2005 года. Future Film в Финляндии перевёл аниме в Скандинавии и выпустил на DVD в ноябре 2006 года. Полный коллекционный бокс был издан в ноябре 2007 года (в Финляндии и Швеции), августе 2008 года (в Японии) и октябре 2008 года (в Дании).

## Сюжет
14 лет назад Гин, вожак гор Оу, сверг демонического медведя Акакабуто, вторгшегося в перевал Футаго. Он применил Баттогу, Волчий удар, и тем самым победил его. После этой победы данное место стали называть Собачьим Раем и перекрыли к нему дорогу. Гин и его товарищи жили в мире и спокойствии, но внезапно на них напал ужасный монстр. Подругу вожака, Сакуру, благодаря Смиту, удалось вывести в безопасное место.
И вот прошло 6 месяцев. Английский сеттер Джи Би, охотясь, наткнулся на щенка породы акита-ину, который пытался украсть у него пищу. Щенок был тигрового окраса, как и Гин. Услышав историю о его больной матери, Джи Би сжалился и отдал ему добычу. Но когда Джи Би вернулся к своему главарю Неро, тот потребовал найти ему добычу до заката солнца. Джи Би сидел и думал, где бы ему найти еду, ведь на ферме, куда его Неро послал, был сторожевой пес. И тут он увидел своего друга Саскэ, не знавшего о сторожевом псе, и решил этим воспользоваться. И, возможно бы, Саскэ погиб, если бы не тот щенок. Во время драки со сторожевой собакой тот щенок почувствовал неудержимую злость внутри себя и, сам не зная, как, применил Баттоугу. Все это случайно увидел пёс по имени Смит, ветеран войны с Акакабуто. Смит понял, что этот щенок — сын Предводителя. После этого они идут к Сакуре, где Смит даёт обещание сопроводить её сына в горы Оу, после чего Сакура умирает. На следующее утро Джи Би даёт щенку имя «Уид» и они отправляются в путь искать горы Оу, Собачий Рай.
Уиду приходится многое пережить. Вначале они попадают в город, где сражаются с псом по кличке Синий (Блю). После они добираются до гор Оу, но там их ждет схватка с Чудовищем, что захватило Рай. Во время битвы с Чудовищем Уид встречает новых друзей, которые дополнят его команду. Среди них закадычные друзья, сыновья ветеранов Гор Оу, немецкий дог Кен и каи Кагэтора, а также пятёрку собак-киллеров, что наняли для уничтожения Чудища, под предводительством немецкой овчарки Джерома, который впоследствии становится лучшим другом Уида. В битве с Чудовищем четыре из пяти собак-киллеров, а также ветеран Смит, погибают.
И вот, когда уже битва с Чудовищем позади, на горизонте появляется новая опасность: вероломный Хоген из Южных Альп, приходит в горы Оу, чтобы захватить их. Он застает врасплох трёх предводителей Гор Оу — Гина, Акамэ и Джона. Пока Гин и Джон сдерживали натиск воинов Хогена, Акамэ удалось сбежать, дабы найти Уида. Гина и Джона же захватили в плен. Теперь Уид со своими новыми друзьями должен найти и спасти отца, а затем стать новым предводителем гор Оу. Во время своего путешествия Уид встретит ещё больше новых друзей, одолевает врагов, увеличит свою армию, скреплённую добром, и познает настоящую технику Зетсу Тенроу Баттуга. Это будет настоящая Легенда о Серебряном Клыке Уиде.

## Персонажи
- Уид — щенок-подросток тигрового окраса акита-ину, помесь с кисю. Сын Гина и Сакуры, впоследствии новый предводитель гор Оу. Родился после ухода своего отца из гор Оу. Во время нападения Пи4 на горы Оу старик Смит отвёл Сакуру подальше от опасности. Но Сакура не смогла долго оставаться с Уидом из-за болезни, поразившей её. Уид познакомился с Джи Би, Сасукэ и Смитом, пока искал еду для матери. После смерти Сакуры он отправился на поиски отца. На его пути встречались множество препятствий. Начиная простым Чудовищем, заканчивая немецким догом Хогеном.
- ДжиБи — английский сеттер. Самый первый знакомый Уида. Ранее работал у Неро за еду и кров. Джи Би — довольно трусливый пёс и частенько не прочь остановиться перекусить. Но иногда может проявить инициативу и оказать неоценимую помощь своим друзьям. Смит когда-то спас ему жизнь. В конце выяснилось, что Джи Би также крёстный Уида.
- Смит — французский спаниель, старый офицер гор Оу. Ещё с молодости был знаком с Гином. Погибает от лап Чудища, пытаясь спасти всех, кого он когда-то любил. На протяжении всего путешествия в шайке Уида считал себя обузой для путников. Но его мнение о себе как о старце поменялось в момент прихода Джерома и его компании. Он понял, что его былые года, может, и ушли, но сам он ещё живёт. Дабы доказать это самому себе, он решил перепрыгнуть на трёх лапах огромную пропасть, которую с легкостью перепрыгивал в молодости. Первоначально Смит не верил в то, что Уид является сыном Гина, но его сомнения развеялись при коронном ударе Баттуга, которым отец Уида отсек голову демоническому медведю Акакабуто.
- Джером — немецкая овчарка. Пёс, работавший некогда в исследовательской лаборатории Пи 4. Половину своей жизни провёл там, но в момент побега Чудища ему и другим выжившим пришлось последовать за ним в целях устранения. Так он и попал в горы Оу и познакомился с Уидом. До побега Пи 4 из лаборатории Джером был его самым лучшим другом и единственным псом, который не отвернулся от него из-за того, что тот имел неординарную внешность. После того как Джером увидел смерть Смита и всех своих товарищей, он понял, что поступал неверно, и решил убить чудища, пожертвовав собственной жизнью. Но Уид, Кен и Кагэтора столкнули Пи 4 в пропасть и спасли жизнь Джерому, за что тот поклялся защищать Уида и помогать ему.
- Гин — акита-ину тигрового окраса. Предводитель гор Оу. Сын Рики и Фудзи и отец Уида. Он появляется после смерти Пи 4 и сразу же попадает в плен к Хогену. Однако не теряет свою хладнокровность и способность здраво мыслить. Дипломат. В отличие от своего друга Джона, он не остр на язык и предпочитает помалкивать. Прославился своим ударом под названием Зетсу Тенроу Баттуга. Им он отсек голову огромному медведю Акакабуто.
- Акаме — кисю-ину. С самого детства Акамэ рос в клане Ига. Позже он стал его мудрым лидером, но из-за войн клан Ига в итоге пал, и Акамэ присоединился к Гину.
- Джон — немецкая овчарка. Один из последователей Гина. Джон был привезён из Германии и взят молодым охотником. С детства его натаскивали, так же, как и Гина, но для охоты на дичь, а не на медведей.
- Хиро — пиренейская горная собака. У Хиро было совсем нелегкое детство. На его глазах погиб от лап предателя по имени Камакири отец, лидер небольшой группы собак. После этого он стал изгоем и решил странствовать по миру, как одиночка. Но совершенно случайно забредает на территорию Хогена. Там же его сильно ранили, но он обрел новых друзей и поклялся быть с ними до конца. Очень сильно помогает Уиду, победив главнокомандующего при Хогене, а ещё и убийцу своего отца — Камакири. Но, посчитав, что отец его отомщен, не стал убивать предателя, а просто дал ему уйти.
- Рокэтто — русская псовая борзая. Как и большинству борзых, Рокэтто может очень быстро бегать. Это умение было высоко оценено Хогеном, который приказал троим братьям-борзым отправиться на поиски армии Оу, выследить их лидера и убить. Они прекрасно справились с частью своей миссии: Рокэтто внедрился в стаю Уида под видом доброжелательного товарища, а затем, выбрав удачный момент, схватил щенка и скрылся из виду. Перед убийством Уида Рокэтто и его два брата, Джет и Миссель, решили преподать щенку урок, чтобы тот больше не доверял первым встречным, однако вовремя появившийся Джером одолел троих братьев за несколько минут. Тем не менее, Уид проявил милосердие и отпустил шпионов Хогена. Пораженный подобным добросердечием, Рокэтто решил вновь присоединиться к Уиду, на сей раз по-настоящему. В пути он доказал свою преданность, когда едва ли не ценою собственной жизни, спас Джи Би и Уида от падения в пропасть. Так Рокэтто присоединился к армии Оу и сражался на её стороне до самого конца.
- Киоширо — кисю-ину. Взрывная натура. Не сдержанный на язык щенок, однако прирождённый лидер и борец со взрослыми. Никогда не любил делать то, что ему велели. Киоширо присягнул Уиду за помощь в бою с Лектором и Громом.
- Отец Теру (имя неизвестно) — беспородный пес. Вместе со своим сыном Теру жил на территории стаи Киоширо, однако не являлся её полноправным членом. В момент своего первого появления в сериале он избивал своего сына, решив, что тот украл его еду. Заметивший это Киоширо решил наказать непутевого отца, и, несмотря на заступничество Уида, откусил отцу Теру ухо и сбросил его со скалы. Он так же запретил ему приближаться к Теру. Разумеется, отцу Теру хотелось отомстить, и шанс для этого появился почти сразу. Лектор и Гром, подосланные Хогеном для убийства Киоширо, сразу поняли, что отец Теру может стать им надёжным союзником. С помощью отца Теру они устроили засаду для Киоширо и Уида, тем самым спровоцировав схватку. Однако во время сражения мнение отца Теру о Киоширо начало меняться. В первую очередь его поразило то, что, несмотря на его предательство, Киоширо был готов защитить его от доберманов-убийц. Затем, когда его сын Теру попал к ним в заложники, пытаясь помочь Киоширо, отец отбросил свою трусость и храбро сражался, чтобы спасти сына. Ему удалось это, однако он был тяжело ранен и умер через несколько минут после схватки. Перед смертью он умолял сына простить его за все, однако Теру не успел сделать этого. Отец Теру умер, едва успев взглянуть на сына.
- Теру — беспородный пес. Жил на территории Киоширо вместе с отцом, который часто бил его. Во время очередного избиения за щенка вступился Киоширо. Теру был в восторге от сильного и отважного пса, который наказал его подлого отца и был так добр к щенку. Он стал всюду следовать за Киоширо, подчиняться его приказам, восторгаться всему, что-то делал. В конце концов, он даже подначивал вожака, чтобы тот убил его отца. Это заставило Киоширо осадить щенка, поскольку пёс не хотел, чтобы Теру стал жестоким. Киоширо позволил Теру остаться с ним, пока остальные члены их стаи искали Грома и Лектора. Он вел себя с ним как любящий отец, чем заставил щенка ещё сильней восторгаться им. Но буквально через несколько минут Теру был захвачен в заложники Лектором и Громом. Он вел себя очень храбро и просил Киоширо позволить ему умереть ради других собак из их стаи. Киоширо был очень впечатлён этой речью и готов отдать жизнь ради спасения Теру. Но вмешательство Уида спасло их обоих. Во время схватки с доберманами отцу Теру пытался увести сына, но тот отказался подчиниться ему и бросился на помощь Киоширо. Щенок снова попал в заложники, но был спасен отцом. Тот получил серьёзные раны и погиб сразу после схватки. Теру посмертно простил ему все и отправился дальше с Киоширо и Уидом. Позже он был оставлен ими в деревне Кога вместе с другими щенками из стаи Киоширо. Теру горячо протестовал против такого решения, ведь он был готов умереть ради своих друзей. Но Уид заверил его, что жизнь куда лучше смерти, и что Теру принесёт им всем больше пользы, если останется здесь. Теру подчинился. Больше ни он, ни остальные щенки из стаи Киоширо в сериале не появлялись.
- Тесшин — смешанная порода (выдуманная). Сын Куродзаки из Ginga Nagareboshi Gin. После того, как Гин победил Акакабуто, Тесшин вернулся на свою родину, чтобы возглавить клан Кога, которым ранее правил его отец. Он, при помощи старейшины Чуроу, выжившего после пожара, в котором погиб Куродзаки и все остальные нидзя, обучил несколько псов и восстановил клан. Однажды на его территорию приходит Уид, представившийся сыном знаменитого лидера Гина, и просит Тесшина о помощи, чтобы тот присоединился к армии Оу и помог одолеть Хогена. Тесшин отказывается от подобного предложения, поскольку считает своим первоначальным долгом заботу о старейшине, который постепенно теряет возможность ходить. Тем не менее, внезапно появившийся Чуроу разубеждает своего ученика и просит о том, чтобы Тесшин все же пересмотрел своё мнение. Воодушевленный словами наставника, сын Куродзаки покидает территорию клана и отправляется не поиски раненого лидера. Легко найдя его в заброшенном сарае, он разговаривает с Гином, все больше убеждаясь, что ситуация осложняется и шаткий мир в горах Оу вновь нарушен. Последняя просьба предводителя приводит Тесшина в шок — Гин просит убить его, что Хоген не воспользовался им как важным заложником. Отказавшись, лидер Кога-клана покидает территорию Хогена, возвращаясь к себе. Незадолго после этого он помогает армии Уида и сообщает, что отныне является частью армии Оу и будет сопровождать нового предводителя в его пути до конца. Именно Тесшин открыл для Уида знаменитый прием " Зетсу Тенроу Баттуга ", при помощи которого Гин отсек голову демоническому медведю Акакабуто. Он обучал сына предводителя азам это техники, поскольку сам не постиг её в совершенстве. В конце стал одним из генералов армии Оу, сражаясь с генералом Хогена, Кайтом. Победив при помощи хитрости, сын Куродзаки проявил милосердие и подарил жизнь противнику.
- Хоген — датский дог мраморного окраса. Хоген родился в приюте для бездомных собак. Вместе со своим братом Генбой они придумали план, как оттуда выбраться, в результате чего стали на путь людоедства. В середине саги объявляет себя преемником Гина, беря последнего в плен. Он лелеет мечту захватить Горы Оу, собирая для этого огромную армию в семьсот собак. Его планы почти удались, однако вовремя подоспевший Уид, сын истинного лидера, спасает отца, а затем вместе со своей армией свергает восставшего немецкого дога. Смерть Хогена в манге и аниме отличается: в манге его убивает человек, давно следивший за братьями-людоедами и желающий отомстить за смерть напарника; в аниме — он сошел с ума из-за сильного ранения в голову и из-за этого взбирается на самую верхушку горы Гаджоу, где погибает от удара молнии.
- Генба — немецкий дог мраморного окраса. Генба родился в приюте вместе со своим братом Хогеном. В отличие от своего брата, Генба был не настолько искусным тактиком и воином, что в итоге приводит к его гибели. В середине саги он приходит на территорию Оу с огромной армией собак, чтобы захватить Гаджоу до прихода Хогена. Ему удается достигнуть цели путём огромных потерь: четверо сыновей Чуторы защищали Рай до того момента, пока один из них не сбежал с места боя в сторону Муцу, чтобы попросить помощи у старых друзей Гина. В отместку Генба убил оставшихся троих братьев, а их тела скинул в бурную реку. Позже, после встречи с братом, он, по просьбе последнего, выбирается из укрытия, чтобы поискать в окрестностях самок. Его сопровождает боевая тоса Тоубэ. Тем не менее, группа Генбы встречается с Шигурэ, единственным выжившим сыном Чуторы, и сыновьями Кисараги, великого генерала Муцу, ветерана войны с Акакабуто. Происходит битва, к которой присоединяется Уид со своей армией и Куротора, дядя погибших племянников, желавших мщения. Генба некоторое время сражался с Акаме, но ему помешал Уид. Битве между двумя лидерами не суждено было случиться, поскольку Тесшин и Шигурэ вдвоем атаковали брата Хогена и, скинув с горы, повредили ему голову. В конце Генбу принесли в Гаджоу подчиненные, где он очнулся и напал на собак, а затем и на своего брата. Хоген убил его, остановив таким образом страдания.
- Камакири — ирландский волкодав, коварный и алчный пес-убийца. В молодости был подчиненным Юкимасы, отца Хиро, однако его не устраивала такая роль и он решил, сговорившись с остальными мятежниками, убить своего лидера. Их план был приведен в действие спустя несколько дней. Маленький Хиро был вынужден наблюдать за тем, как его отца беспощадно растерзали. В конце Камакири лишил маленького щенка глаза, но не успел убить, поскольку появился некто сердобольный и спас сына лидера. Тем не менее, вся его жизнь была разрушена и он был вынужден избрать путь одинокого, никому не нужного странника. Тем временем Камакири наращивал свои силы, захватывая все близ лежащие территории. В какой-то момент до него дошли слухи о том, что немецкий дог Хоген взял в плен предводителя гор Оу и теперь ищет союзников для полномасштабного вторжения на территорию Рая. Это сподвигло волкодава завербовать ещё несколько воинов в землях, где когда-то родился Рокэтто. В этот момент стая Уида также прибыла на эту территорию и встретилась с армией Камакири, приняв того за лидера клана. Хиро, к тому моменту присоединившийся к армии Оу, признал в волкодаве старого убийца своего отца. Произошла битва, которую прервали люди, начавшие отстреливать собак. Камакири вместе со своей армией покинул захваченную территорию и постепенно достиг земель Хогена. Встреча с ним закончилась для него плачевно: немецкий дог, разглядевший в нём алчную душонку, сразу же, путём угроз, предупредил о последствия предательства. В конце Камакири всё же поступил по-своему: нарушив запрет Хогена приближаться к вражеской армии, он думал, что сможет справиться с небольшим отрядом Уида, однако пришедший на помощь Хиро атаковал давнего убийцу Юкимасы. Бой продолжался недолго и закончился полным поражением Камакири. Тем не менее, Хиро проявил милосердие к своему давнему врагу и позволил второму уйти, однако лишенный клыков волкодав мог питаться лишь крысами.
- Каибутсу — (Р4, Чудовище) — результат экспериментов, проводимые людьми над ним, за что поклялся отомстить людям.
- Лектор и Гром — доберман, коварный братья доберманы и подданные Хогена. Вместе с братом они получили указ найти Киоширо и убить того, чтобы не позволить ему заключить союз с Уидом. Этим планам не суждено было сбыться, поскольку к тому моменту лидер гор Оу уже договорился о союзе с лидерами Сиги. Завязалась ожесточенная борьба, в ходе которых один из братьев лишился своих передних клыков, а второй был сильно ранен. Несмотря на их отвратительные помыслы, Уид проявляет благородство и отпускает наемных убийц. Тем не менее, это не помешало им вновь атаковать Уида в маленьком заброшенном сарае, где, как думал акита, находился в заложниках его отец Гин. Очередная борьба окончилась так же, как и первая: второй брат лишился передних клыков, и они вновь были отпущены. В этот момент Джером, подчиненный и лучший друг Уида, решил пренебречь указом лидера и последовал за братьями. Подслушав их разговор об очередном плане по убийству сына лидера Оу, немецкая овчарка нападает на них и убивает.
- Мел — золотистый ретривер. Один из самых первых и самых лучших друзей Уида. Некогда был на служении у Синего.
- Кагэтора — Каи-Кен. Сын Куроторы и племянник Чуторы с Акаторой. Характером весь пошёл в отца. Все время норовит ринуться в бой. Однако очень умен и рассудителен, а также уважает старые традиции и старцев. Один из первых друзей Уида и командующий небольшой армией по захвату Пи 4.
- Кен — немецкий дог. Сын Бена, легендарного лидера небольшой стаи собак, атаковавших Акакабуто. Был очень горд своим отцом, но теперь считает, что тот стар и не способен здраво мыслить. Кен немного легкомыслен и наивен, однако очень хороший боец. До встречи с Уидом он и его друг Кагэтора командовали небольшим отрядом по захвату Пи 4. После смерти всех своих солдат примкнул к стае Уида.
- Шигурэ — каи-Кен. Сын Чуторы и племянник Куроторы. Последний из братьев, кто выжил после боя с армией Генбы. Это был страшный удар для него, поэтому он поклялся в мести и отправился за помощью к Генералам Муцу. В самый последний момент пришёл на помощь к Уиду и вместе с Тесшином они победили Генбу.
- Куротора — каи-Кен. Брат Акаторы и Чуторы. Самый младший из трёх братьев. Появлялся в ГНГ вместе со своими братьями — Чуторой и Акаторой. Победив общего противника — Акакабуто, он и его старый друг Бен решили уйти в отставку и поселились в лесу, около небольшой деревни, но позже вернулся в дело.
- Бен — немецкий дог. Играл важную роль в Ginga Nagareboshi Gin. Решил помочь Уиду, когда узнал, что горам Оу угрожает опасность, в виде Хогена.
- Мосс — мастифф. Основной персонаж первой части Ginga Nagareboshi Gin. Славился своим ростом, благодарю чему и достиг вершин славы. Мосса боялись и старались не вступать в схватку с ним и его небольшой сворой. После победы над демоническим медведем решил уйти к себе на родину, но вернулся, чтобы помочь Уиду, которого считал великим и прирождённым лидером.

## Список серий
| Номер серии | Оригинальное название           | Русское название                          |
| ----------- | ------------------------------- | ----------------------------------------- |
| 01          | His Name Is Weed                | Его зовут Уид                             |
| 02          | The Tool Of The General         | Навык предводителя                        |
| 03          | The Truth Of The Futago Pass    | Вся правда перевала Футаго                |
| 04          | Succession Of The Soul          | Наследие души                             |
| 05          | A Released Decision             | Принятое решение                          |
| 06          | An Imminent Ambition            | Угрожающее тщеславие                      |
| 07          | A New Rumbling                  | Новые неприятности                        |
| 08          | Beyond The Bond                 | Сильнее рабских оков                      |
| 09          | A Broken Oath                   | Нарушенная клятва                         |
| 10          | The Justice Of Two              | Две стороны правосудия                    |
| 11          | Weed Awakens                    | Пробуждение сущности Уида                 |
| 12          | An Honourable Promise           | Честное слово                             |
| 13          | Eternal Pride                   | Вечная гордость                           |
| 14          | The Assassins Slithering Dagger | Разящий кинжал убийцы                     |
| 15          | The Zetsu Tenrou Battouga       | Коронный предводительский удар баттуга    |
| 16          | Farewell                        | Прощай, мой друг                          |
| 17          | The Struggle In The Blizzard    | Борьба в лютую стужу                      |
| 18          | An Outcry To A Friend           | Ссора с другом                            |
| 19          | A Fools Disposition             | Действие на дурака                        |
| 20          | The Ohu Suicide Corps           | Отряд самоубийц гор Оу                    |
| 21          | Infiltrating Gajou              | Захват Гаджоу                             |
| 22          | Father and Son                  | Отец и Сын                                |
| 23          | The War of Futago Pass Begins   | Начало войны в перевале Футаго            |
| 24          | A War of Fire & Snow            | Война огня и снега                        |
| 25          | The Raging Stream               | Бурная река                               |
| 26          | The True Ginga Legend           | Настоящая легенда о Серебряном Клыке Уиде |

## Различия между мангой и аниме
В аниме отсутствуют очень многие моменты или они немного переделаны, как битва против Акакабуто. Убраны жестокие сцены, как смерть Неро, многие пересечения героев. Отсутствуют многие персонажи, в том числе из предыдущей манги Ginga Nagareboshi Gin. Манга продолжала выходить после окончания аниме и потому там появлялось больше персонажей (обезьяны, гибридные медведи, немецкие овчарки из России).